# Academia Nariñense de Historia
La Academia Nariñense de Historia, nombre que ostenta desde 1955, fue fundada el 4 de diciembre de 1910 en la ciudad colombiana de San Juan de Pasto, bajo el nombre de Centro de Historia de Pasto.
Su lema es vitam impendere vero, esto es, ‘consagrar la vida a la verdad’ en latín.

## Historia
El Centro de Historia de Pasto fue creado por la Academia Colombiana de Historia «mediante acuerdo de fecha 1.º de julio de 1909». La orientación nacional era organizar los estudios históricos en las provincias; para la sede de Pasto se encargó al ingeniero bogotano Fortunato Pereira Gamba. El historiador y primer rector de la Universidad de Nariño José Rafael Sañudo fue el presidente inicial de la academia. Entre algunos de sus integrantes se hallaban: José Rafael Sañudo, antes citado y quien fuera, además, fundador del Centro de Historia, Benjamín Belalcázar, Ildefonso Díaz del Castillo (presidente del Centro de Historia), Daniel Zarama, Justo Guerra, otro de sus fundadores, Ángel Maria Guerrero, Gustavo S. Guerrero, Arístides Gutiérrez y Jorge Buendía. Entre el 12 de octubre de 1927 y el año 1940, bajo la dirección de Leopoldo López Álvarez y Sergio Elías Ortíz, se editó el Boletín de estudios históricos.
La academia publicaba la Revista de historia (director: Gonzalo Díaz Benavides; gerente general: Eduardo Zúñiga Eraso; presidente de la junta directiva: Lydia Inés Muñoz Cordero; 1.er vicepresidente: Gerardo Cortés Moreno;  2.º vicepresidente: Benhur Cerón Solarte; secretaría académica: Doramaría Chamorro Chamorro; socios correspondientes extranjeros: Jurado Novoa Fernando y Moncayo Jalil Leonardo) creada en 1942.

La idea de creación de la Revista de Historia nace en 1938, y la Asamblea Departamental de aquel entonces es la principal impulsora de tal iniciativa al promulgar la ordenanza núm. 44 de ese año, disponiendo en su primer artículo: “Desde la promulgación de la presente ordenanza, se imprimirá mensualmente en la Imprenta Departamental de Nariño, con preferencia a toda otra publicación, por importar a la cultura del sur de Colombia la Revista de Historia”. Solamente se empieza a publicar en 1942 y con la dirección del ilustre historiador y humanista don Sergio Elías Ortíz.

Más recientemente, la Academia empezó a publicar el Manual Historia de Pasto, de varios tomos.
La academia se ubica en la calle 19 n.º 22-63, en San Juan de Pasto.